# Carnegie Hall
Carnegie Hall [kárnegi hól] je koncertní síň na Sedmé avenue v New Yorku. Síň patří mezi nejznámější ve Spojených státech. Budovu, kterou navrhl architekt William Tuthill, nechal postavit roku 1891 Andrew Carnegie.
Každoročně se zde koná okolo 250 představení vážné i populární hudby. V budově se nachází tři sály: Isaac Stern Auditorium (hlavní sál), Zankel Hall a Weill Recital Hall. Je zde však i nahrávací studio a další prostory.
V prosinci 1893 zde měla světovou premiéru nejslavnější 9. symfonie Antonína Dvořáka, nazvaná Z nového světa (též "Novosvětská"). V prosinci 2024 zde zahrála Česká filharmonie pod taktovkou šéfdirigenta Semjona Byčkova, který vedl tři ikonické symfonické básně z cyklu Má vlast Bedřicha Smetany – Vyšehrad, Vltava a Šárka. Skladby zazněly v rámci Českého týdne v Carnegie Hall.